# Völsjön
Völsjön är en sjö i Malung-Sälens kommun i Dalarna och ingår i Dalälvens huvudavrinningsområde. Sjön är 20 meter djup, har en yta på 0,93 kvadratkilometer och befinner sig 485 meter över havet.

## Delavrinningsområde
Völsjön ingår i det delavrinningsområde (678300-136947) som SMHI kallar för Utloppet av Völsjön. Medelhöjden är 496 meter över havet och ytan är 5,06 kvadratkilometer. Det finns inga avrinningsområden uppströms utan avrinningsområdet är högsta punkten. Vattendraget som avvattnar avrinningsområdet har biflödesordning 4, vilket innebär att vattnet flödar genom totalt 4 vattendrag innan det når havet efter 450 kilometer. Avrinningsområdet består mestadels av skog (55 procent) och sankmarker (26 procent). Avrinningsområdet har 0,93 kvadratkilometer vattenytor vilket ger det en sjöprocent på 18,4 procent.